# Instituto Russo de Pesquisas Espaciais
Instituto Russo de Pesquisas Espaciais em russo:  Институт космических исследований Российской Академии Наук, abreviado para ИКИ РАН, ou IKI RAN, é a entidade líder da Academia de Ciências da Rússia na exploração espacial para beneficiar a ciência básica.
Era conhecido na época da União Soviética como Instituto de Pesquisas Espaciais da Academia de Ciências da URSS, abreviado em russo:  ИКИ АН СССР ou IKI AN SSSR. [carece de fontes?]